# La Chaux-de-Sainte-Croix
La Chaux-de-Sainte-Croix ist ein Dorf in der Gemeinde Sainte-Croix im Kanton Waadt, Schweiz.

## Geographie
Die Ortschaft liegt auf zusammen mit dem Dorf L'Auberson auf einer Jura-Hochebene, die zum hydrologischen Einzugsgebiet des Flusses Areuse gehören, der durch das Val de Travers im Kanton Neuenburg fliesst. Politisch gehören die beiden Ortschaften allerdings zur Waadtländer Gemeinde Sainte-Croix. Über den Col des Etroits (1152 m ü. M.) ist das Dorf im Südosten mit Sainte-Croix verbunden, im Nordosten über die Schlucht Vallon de Noirvaux mit dem Neuenburger Wintersportort Buttes.
Im Umfeld des Dorfes liegen die Weiler Les Granges-Jaccard, La Vraconnaz, La Mouille-Mougnon und Noirvaux. In den zwei letztgenannten Weilern befanden sich im 19. Jahrhundert Hochöfen für die Verarbeitung von Eisenerz aus dem lokalen Bergbau.

## Geschichte
La Chaux war im Mittelalter Teil der Herrschaft Sainte-Croix und war Standort des kleinen Schlosses Francastel. 1536 fiel das Dorf an den Stadtstaat Bern: Das Schloss wurde zerstört, die Reformation eingeführt und das Dorf politisch Teil der Landvogtei Yverdon. Seit 1803 ist es Teil des Kantons Waadt. La Chaux war zunächst Sainte-Croix kirchgenössig, erhielt aber 1828 eine eigene Kirche.

## Sehenswürdigkeiten
- Reformierte Kirche, erbaut 1828. Der annähernd kubische Bau des Klassizismus mit halb inkorporiertem Frontturm ist im Inneren mit zwei Emporen und zentraler Kanzel ausgestattet.
- Burgstelle Francastel, am östlichen Siedlungsrand
- Mouille de la Vraconnaz, rund 120 ha grosses Moorgebiet nördlich des Dorfes

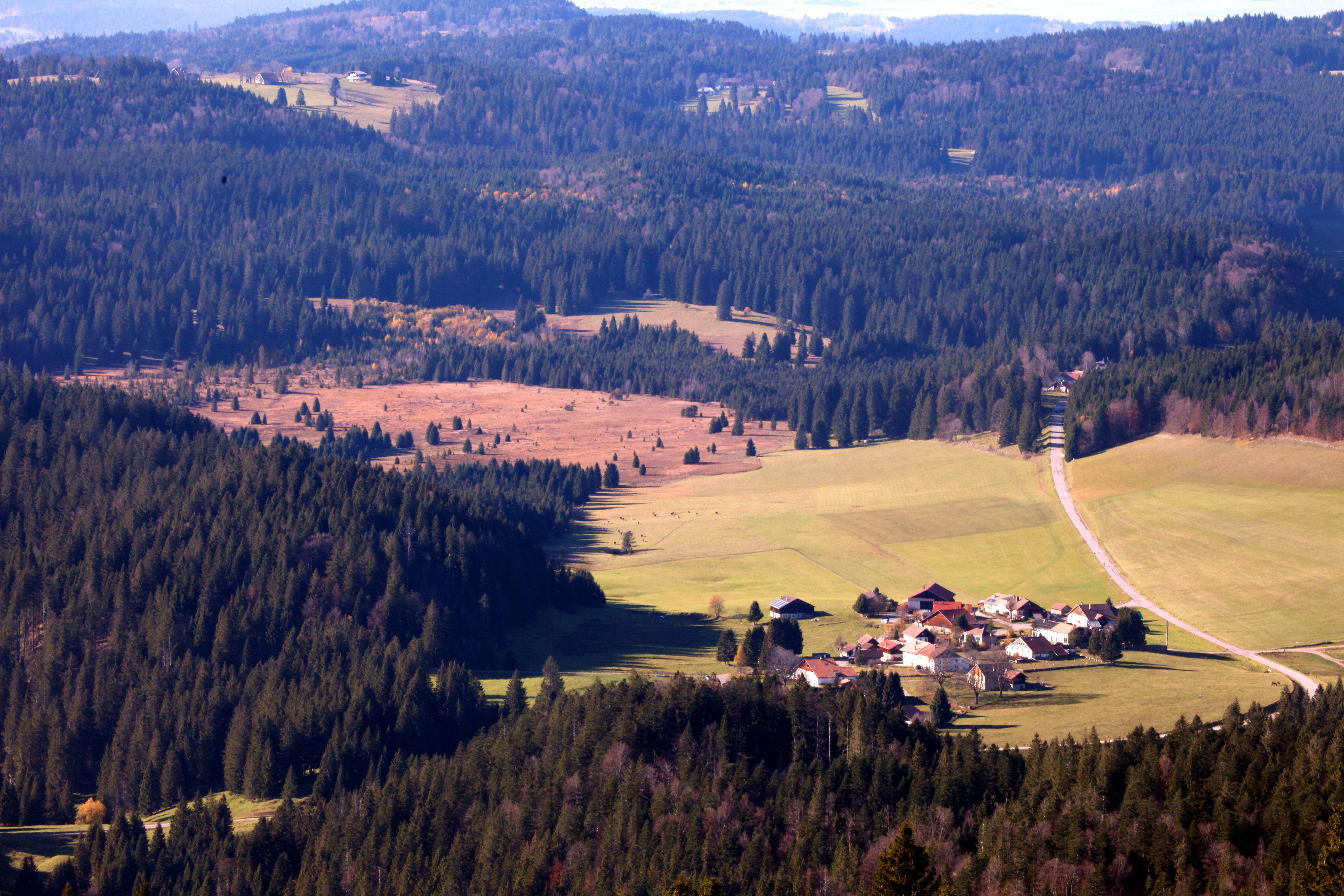
Der Weiler Vraconnaz mit Moorgebiet